# Flann Sinna
Flann Sinna, död 916, var en irländsk monark. 
Han var Irlands högkung mellan 877 och 916. 
Hans regeringstid har beskrivits som militärt och diplomatiskt framgångsrik, och är känd för de många monumentala högkors som restes för att fira den. 